# Da Adivinhação pelo Sonho
Da adivinhação pelo sonho (em grego clássico, Περὶ τῆς καθ᾽ ὕπνον μαντικῆς; em latim, De divinatione per somnum) é um texto de Aristóteles em que o filósofo discute sonhos precognitivos.
O tratado, um dos Parva Naturalia, é uma antigo questionamento (provavelmente o primeiro formal) sobre o fenômeno. Em sua consideração cética de tais sonhos, Aristóteles argumenta que, ainda que "o responsável por tais sonhos seja Deus", é, contudo, o caso de que "aqueles a quem ele os envia não são os melhores e os mais sábios, mas meramente pessoas comuns" (i, 462b20-22). Assim, "a maior parte dos sonhos, porém, deve ser classificada como mera coincidência" (i, 463a31-b1).